# Алликас, Карл Адамович
Карл Адамович Алликас (8 февраля 1905, Лужский уезд, Санкт-Петербургская губерния — 30 марта 1976, Таллин) — советский военный деятель, генерал-майор (5 октября 1944).
Член ЦК Коммунистической партии Эстонии (1951—1961 годы), депутат Верховного Совета Эстонской ССР 3 — 5 созывов.

## Биография
Карл Адамович Алликас родился 8 февраля 1905 года на хуторе Папортно в Бельско-Сяберской волости Лужского уезда Санкт-Петербургской губернии.
Работал чернорабочим на узкоколейной железной дороге Луга — артиллерийский полигон (Ленинградская область).

### Довоенное время
10 сентября 1924 года призван в ряды РККА и направлен на учёбу в Ленинградскую объединённую интернациональную школу, после расформирования которой в 1926 году был переведен в Ленинградскую пехотную школу, по окончании которой в сентябре 1927 года направлен в 46-й стрелковый полк (16-я стрелковая дивизия, Ленинградский военный округ), дислоцированный в Новгороде, где служил на должностях командира стрелкового взвода и взвода полковой школы, помощника командира роты, а с мая 1931 года исполнял должность коменданта штаба ЛВО. В том же году вступил в ряды ВКП(б).
В июне 1933 года направлен в 20-ю стрелковую дивизию, где назначен на должность начальника штаба батальона в 59-м стрелковом полку, а в 1935 году — на должность помощника начальника штаба 58-го стрелкового полка.
С 1936 года служил на должностях помощника начальника штаба, начальника штаба 194-го стрелкового полка (65-я стрелковая дивизия, Уральский военный округ).
17 июня 1938 года Карл Адамович Алликас был уволен из кадров РККА по статье 43 «а», 12 июля того же года арестован сотрудниками НКВД, после чего находился под следствием. 22 апреля 1940 года освобождён из-под ареста, дело прекращено «за отсутствием состава преступления»; 26 июня восстановлен в кадрах РККА, после чего служил на должностях командира батальона и начальника штаба 514-го стрелкового полка (172-я стрелковая дивизия, Московский военный округ).
В апреле 1941 года майор К. А. Алликас назначен на должность начальника штаба 383-го стрелкового полка (121-я стрелковая дивизия, 47-й стрелковый корпус, Белорусский военный округ).

### Великая Отечественная война
С началом войны находился на прежней должности. 383-й стрелковый полк занял оборону в районе города Слоним по восточному берегу реки Щара, где вступил в оборонительные боевые действия с превосходящими силами противника, после чего начал отступление на Барановичи, в районе которых 28 июня полк попал в окружение, после чего отдельными группами отходил в восточном направлении. В сентябре группа под командованием К. А. Алликаса в районе между Бобруйском и Брянском соединилась с отрядом командира 61-го стрелкового корпуса генерал-майора Ф. А. Бакунина. 22 ноября в районе Тулы Алликас вместе с отрядом вышел из окружения, сохранив форму и оружие, после чего направлен в район Орехово-Зуево в резерв Западного фронта.
В декабре назначен на должность начальника штаба стрелкового полка в составе 315-й стрелковой дивизии, однако уже в феврале 1942 года был переведён на должность начальника оперативного отделения штаба 7-й Эстонской стрелковой дивизии, формировавшейся в Камышлове (Свердловская область), весной передислоцированной в Егорьевск (Московская область).
В октябре подполковник Алликас назначен на должность начальника штаба этой же дивизии, которая с ноября принимала участие в боевых действиях в ходе Великолукской наступательной операций.
В январе 1943 года К. А. Алликас назначен на должность командира 7-й Эстонской стрелковой дивизии, которая вскоре принимала участие в боевых действиях по освобождению Калининской области и Кингисеппского района (Ленинградская область), в Таллинской наступательной и Моонзундской десантной операциях.
28 июня 1945 года дивизия под командованием Алликаса была преобразована в 118-ю гвардейскую стрелковую дивизию.

### Послевоенная карьера
После войны находился на прежней должности в составе Ленинградского военного округа.
В марте 1946 года направлен на курсы усовершенствования командиров стрелковых дивизий при Военной академии имени М. В. Фрунзе, после окончания которых в феврале 1947 года назначен на должность командира 22-й отдельной гвардейской Эстонской стрелковой бригады, в июле 1951 года — вновь на должность командира 118-й гвардейской стрелковой дивизии, а в июне 1956 года — на должность заместителя командира 4-го гвардейского стрелкового корпуса, который в июне 1957 года преобразован в 4-й гвардейский армейский корпус.
Генерал-майор Карл Адамович Алликас в феврале 1961 года вышел в отставку. Умер 30 марта 1976 года в Таллине.

## Награды
- Орден Ленина (15.11.1950);
- Четыре ордена Красного Знамени (06.03.1943, 21.09.1944, 03.11.1944, 05.11.1954);
- Орден Александра Невского (08.12.1944);
- Орден Отечественной войны 1 степени (22.07.1945);
- Медали.

## Комментарии
1. ↑  Пустошь Папоротская[4] в составе Бельско-Сяберской волости не сохранилась, ныне — территория Волошовского сельского поселения в Лужском районе, Ленинградская область[5].